# Acvilă de stepă
Acvila de stepă (Aquila nipalensis), numită și vultur de stepă, este o specie de pasăre din familia Accipitridae. 